# Rosana Vargas Rodríguez
Rosana Vargas Rodríguez (1983) es una artista orfebre cubana. Rosana Vargas es la diseñadora y creadora de la marca de joyas ROX950, primera marca comercial cubana que comercializa en Estados Unidos sus productos tras el triunfo revolucionario de 1959 y en el marco del bloqueo que el país norteamericano mantiene sobre el gobierno de Cuba.

## Biografía
Rosana Vargas Rodríguez nació el 14 de noviembre de 1983 en la localidad de Mayarí en la provincia de Holguín (Cuba). Tras finalizar los estudios de secundaria, en el año 2000, comenzó la carrera de Ingeniería Civil en la Universidad de Oriente (UO) en la provincia de Santiago de Cuba. En el segundo año de la carrera se trasladó a La Habana para continuar sus estudios en la Universidad Tecnológica de La Habana "José Antonio Echeverría", hoy Universidad Tecnológica José Antonio Echeverría. Abandonó los estudios de ingeniería en 2003 dedicándose al arte orfebre de la mano del profesor de escultura de la Academia Nacional de Bellas Artes San Alejandro, Miguel Pocarón.
En 2010 presentó su primera exposición titulada “Entre dos“ y dos años después, en 2012, creó la marca Orfebrería Contemporánea Rox que a la postres se comercializaría como ROX 950.
Rosana Vargas ha participado en eventos y ferias dentro y fuera de Cuba, entre las que se encuentra la Feria Internacional de Artesanía y Semana de la Moda en La Habana y los Encuentros Hispanoamericanos de Plateros (Colombia, México, Perú y Chile) y Feria de Artesanías de Exportación FAREX (Colombia, 2018) y Festival Internacional del Habano.

## Su obra
Rosana Vargas realiza joyas en plata de ley de 950 quilates de una forma totalmente artesanal de diseño minimalista y contemporáneo. Su inspiración nace los la cotinianidad, elementos como el mar, la ciudad, o la danza son los que impulsa la idea que da paso a una colección, cuando la idea muere, la colección se cierra.
Ha realizado exposiciones en el Museo Nacional de Artes Decorativas, en el año 2016, y Museo de la Orfebrería, en el 2010, en Cuba, así como en el Museo de Arte de Arequipa, en el 2015, en Perú. Ha realizado pasarelas en los hoteles Capri, Plaza, Nacional de Cuba, Meliá Habana y Meliá Cohiba, Gran Teatro de La Habana “Alicia Alonso” y Fábrica de Arte Cubano.

### ROX950
El 14 de noviembre de 2012 registró la marca ROX950 junto al grupo de trabajo conformado por el Proyecto Sociocultural "En Busca del Sol". El Proyecto Sociocultural "En Busca del Sol" nació en 2010 con el objetivo de formar jóvenes en orfebrería fomentando un espacio cultural que desarrolle la participación inclusiva. El proceso de capacitación de los alumnos cuenta con el apoyo de las Escuelas de Arte, de la Escuela Nacional de Arte (ENA) y de la Academia San Alejandro, siendo este un complemento fundamental en la formación a la que tienen acceso.

## Reconocimiento público
La labor de Rosana Vargas ha despertado el interés de los medios de comunicación y de realizadores audiovisuales. Su persona y su obra han sido abordadas en las más diversas plataformas y protagonizaron los documentales “Préstame tu color” de Rafaela Balanza y Lenner Santana; “Rosana Vargas, La Orfebre” y “En busca del Sol”.
Ha realizado exposiciones personales en el Museo Nacional de Artes Decorativas (2016) y Museo de la Orfebrería (2010) en Cuba, así como en el Museo de Arte de Arequipa, Perú (2015). Ha realizado pasarelas en los hoteles Capri, Plaza, Nacional de Cuba, Meliá Habana y Meliá Cohiba, Gran Teatro de La Habana “Alicia Alonso” y Fábrica de Arte Cubano.